# Brachionopus pretoriae
Brachionopus pretoriae is een spinnensoort in de taxonomische indeling van de vogelspinnen (Theraphosidae).
Het dier behoort tot het geslacht Brachionopus. De wetenschappelijke naam van de soort werd voor het eerst geldig gepubliceerd in 1904 door William Frederick Purcell.